# 国立高等応用電子学院
国立高等電子応用大学院（こくりつこうとうでんしおうようだいがくいん、仏: École nationale supérieure de l'électronique et de ses applications、略称: ENSEA）は、フランスの理工系グランゼコール（フランス独特の高等専門教育機関）である。
修士課程には、電子工学を中心に電気通信学、信号処理学、 オートメーション、 生物工学が有る。

## 沿革
1952年にENREAの名前で設立され、1976年にENSEAに改組。

## パートナーシップ

### 日本
- 大阪大学
- 大阪府立大学

### イギリス
- インペリアル・カレッジ・ロンドン
- ブリストル大学
- カーディフ大学

### アメリカ
- ジョージア工科大学
- イリノイ工科大学
- ニューヨーク州立大学バッファロー校
- イリノイ大学アーバナ・シャンペーン校
- ピッツバーグ大学

### ドイツ
- ミュンヘン工科大学
- ダルムシュタット工科大学
- ベルリン工科大学

### アイルランド
- ユニバーシティ・カレッジ・コーク
- ユニバーシティ・カレッジ・ダブリン

### イタリア
- ミラノ工科大学
- ローマ・ラ・サピエンツァ大学

### スペイン
- マドリード工科大学
- バレンシア工科大学

### ポルトガル
- ポルト大学

### カナダ
- ラヴァル大学

### メキシコ
- モンテレイ工科大学
- メトロポリタン自治大学

### アルゼンチン
- ナシオナル・デル・スール大学

### コロンビア
- コロンビア国立大学
- Pontificia Universidad Javeriana

### 中国
- 武漢理工大学